# Club Universitario de Deportes 1972
Questa voce raccoglie le informazioni riguardanti il Club Universitario de Deportes nelle competizioni ufficiali della stagione 1972.

## Maglie
| 1ª divisa |

## Rosa
| N. |                      | Ruolo | Calciatore                  |
| -- | -------------------- | ----- | --------------------------- |
|    | Argentina (bandiera) | P     | Humberto Ballesteros        |
|    | Perù (bandiera)      | P     | Jesús Goyzueta              |
|    | Perù (bandiera)      | P     | Ricardo Valderrama          |
|    | Perù (bandiera)      | D     | Carlos Carbonell            |
|    | Perù (bandiera)      | D     | Héctor Chumpitaz (capitano) |
|    | Perù (bandiera)      | D     | Fernando Cuéllar            |
|    | Perù (bandiera)      | D     | Julio Luna                  |
|    | Perù (bandiera)      | D     | Guillermo Palacios          |
|    | Perù (bandiera)      | D     | Félix Salinas               |
|    | Perù (bandiera)      | D     | Eleazar Soria               |
|    | Perù (bandiera)      | C     | Hernán Castañeda            |
|    | Perù (bandiera)      | C     | Luis Cruzado                |

| N. |                    | Ruolo | Calciatore       |
| -- | ------------------ | ----- | ---------------- |
|    | Perù (bandiera)    | C     | Percy Rojas      |
|    | Uruguay (bandiera) | C     | Rubén Techera    |
|    | Perù (bandiera)    | C     | Pedro Aicart     |
|    | Perù (bandiera)    | C     | Fernando Alva    |
|    | Perù (bandiera)    | A     | Héctor Bailetti  |
|    | Perù (bandiera)    | A     | Víctor Calatayud |
|    | Perù (bandiera)    | A     | Juan Muñante     |
|    | Perù (bandiera)    | A     | Juan Oblitas     |
|    | Perù (bandiera)    | A     | Oswaldo Ramírez  |
|    | Perù (bandiera)    | A     | Ángel Uribe      |
|    | Perù (bandiera)    | A     | Percy Vilchez    |

## Risultati

### Primera División
| Lima | Alianza Lima | 1 – 2 | Universitario |  |

| Lima | Universitario | 1 – 2 | Deportivo Municipal |  |

| Lima | Universitario | 1 – 1 | Defensor Arica |  |

| Lima | Deportivo SIMA | 1 – 2 | Universitario |  |

| Lima | Universitario | 1 – 2 | Sporting Cristal |  |

| Lima | Sport Boys | 1 – 1 | Universitario |  |

| Lima | Universitario | 2 – 0 | Defensor Lima |  |

| Lima | Universitario | 1 – 2 | Alianza Lima |  |

| Lima | Deportivo Municipal | 1 – 1 | Universitario |  |

| Lima | Defensor Arica | 0 – 1 | Universitario |  |

| Lima | Universitario | 2 – 3 | Deportivo SIMA |  |

| Lima | Sporting Cristal | 1 – 1 | Universitario |  |

| Lima | Universitario | 1 – 1 | Sport Boys |  |

| Lima | Defensor Lima | 1 – 0 | Universitario |  |

| Lima | Universitario | 5 – 0 | Defensor Arica |  |

| Lima | Deportivo Municipal | 0 – 2 | Universitario |  |

| Arequipa | Melgar | 1 – 0 | Universitario |  |

| Piura | Atletico Torino | 1 – 2 | Universitario |  |

| Piura | Atlético Grau | 1 – 4 | Universitario |  |

| Lima | Universitario | 0 – 2 | Sporting Cristal |  |

| Lima | Deportivo SIMA | 2 – 1 | Universitario |  |

| Huánuco | Leon de Huánuco | 0 – 2 | Universitario |  |

| Lima | Universitario | 1 – 1 | Juan Aurich |  |

| Lima | Alianza Lima | 2 – 2 | Universitario |  |

| Lima | Universitario | 1 – 0 | Defensor Lima |  |

| Lima | Universitario | 1 – 1 | Sport Boys |  |

| Trujillo | Carlos Manucci | 3 – 2 | Universitario |  |

| Chimbote | José Gálvez | 3 – 1 | Universitario |  |

| Lima | Universitario | 2 – 2 | Unión Tumán |  |

| Lima | Defensor Arica | 0 – 2 | Universitario |  |

| Lima | Universitario | 2 – 3 | Deportivo Municipal |  |

| Lima | Universitario | 5 – 1 | Melgar |  |

| Lima | Universitario | 7 – 0 | Atletico Torino |  |

| Lima | Universitario | 6 – 0 | Atlético Grau |  |

| Lima | Sporting Cristal | 1 – 1 | Universitario |  |

| Lima | Universitario | 1 – 1 | Deportivo SIMA |  |

| Lima | Universitario | 0 – 0 | León de Huánuco |  |

| Chiclayo | Juan Aurich | 1 – 1 | Universitario |  |

| Lima | Universitario | 2 – 2 | Alianza Lima |  |

| Lima | Defensor Lima | 0 – 0 | Universitario |  |

| Lima | Sport Boys | 0 – 4 | Universitario |  |

| Lima | Universitario | 2 – 1 | Carlos Manucci |  |

| Lima | Universitario | 0 – 0 | José Gálvez |  |

| Chiclayo | Unión Tumán | 4 – 2 | Universitario |  |

| Lima | Universitario | 2 – 1 | Defensor Lima |  |

| Lima | Universitario | 1 – 1 | Sporting Cristal |  |

| Lima | Universitario | 2 – 2 | Deportivo Municipal |  |

| Lima | Universitario | 3 – 1 | Alianza Lima |  |

| Lima | Universitario | 2 – 2 | José Gálvez |  |

### Coppa Libertadores
Nel 1972, l'Universitario era di nuovo in Coppa Libertadores. La squadra guidata dall'uruguaiano Roberto Scarone era composta da grandi giocatori: in porta c'era l'argentino Humberto Horacio Ballesteros, la difesa era comandata da Héctor Chumpitaz, sempre accompagnato da Soria, Cuellar e Luna, a centrocampo c'erano Lucho Cruzado, Rubén Techera, Muñante e Percy Rojas, mentre Bailetti e Oswaldo Ramírez formano l'attaccante titolare. 

#### Primo turno
Gruppo 4
| Lima | Universitario | 2 – 1 | Alianza Lima |  |

| Santiago | Universidad de Chile | 1 – 0 | Universitario |  |

| Santiago | Unión San Felipe | 0 – 0 | Universitario |  |

| Lima | Alianza Lima | 2 – 2 | Universitario |  |

| Lima | Universitario | 3 – 1 | Unión San Felipe |  |

| Lima | Universitario | 2 – 1 | Universidad de Chile |  |

#### Semifinali
Gruppo 1
| Lima | Universitario | 2 – 0 | Peñarol |  |

| Lima | Universitario | 3 – 0 | Nacional |  |

| Montevideo | Nacional | 3 – 3 | Universitario |  |

| Montevideo | Peñarol | 1 – 1 | Universitario |  |

#### Finale
| Lima Andata | Universitario | 0 – 0 | Independiente |  |

| Avellaneda Ritorno | Independiente | 2 – 1 | Universitario |  |

## Statistiche

### Statistiche di squadra
| Competizione       | Punti | Totale | Totale | Totale | Totale | Totale | Totale | DR  |
| Competizione       | Punti | G      | V      | N      | P      | Gf     | Gs     | DR  |
| ------------------ | ----- | ------ | ------ | ------ | ------ | ------ | ------ | --- |
| Primera División   | 55    | 49     | 18     | 19     | 12     | 86     | 52     | +34 |
| Coppa Libertadores | 13    | 12     | 4      | 5      | 3      | 19     | 15     | +4  |
| Totale             | 68    | 61     | 22     | 24     | 15     | 105    | 67     | +38 |